# Сташевский, Владислав Станиславович
Владислав Станисла́вович Сташе́вский (фамилия при рождении — Твердохлебов; род. 19 января 1974 года, Тирасполь, Молдавская ССР, СССР) — российский эстрадный поп-исполнитель, композитор, актёр.

## Биография

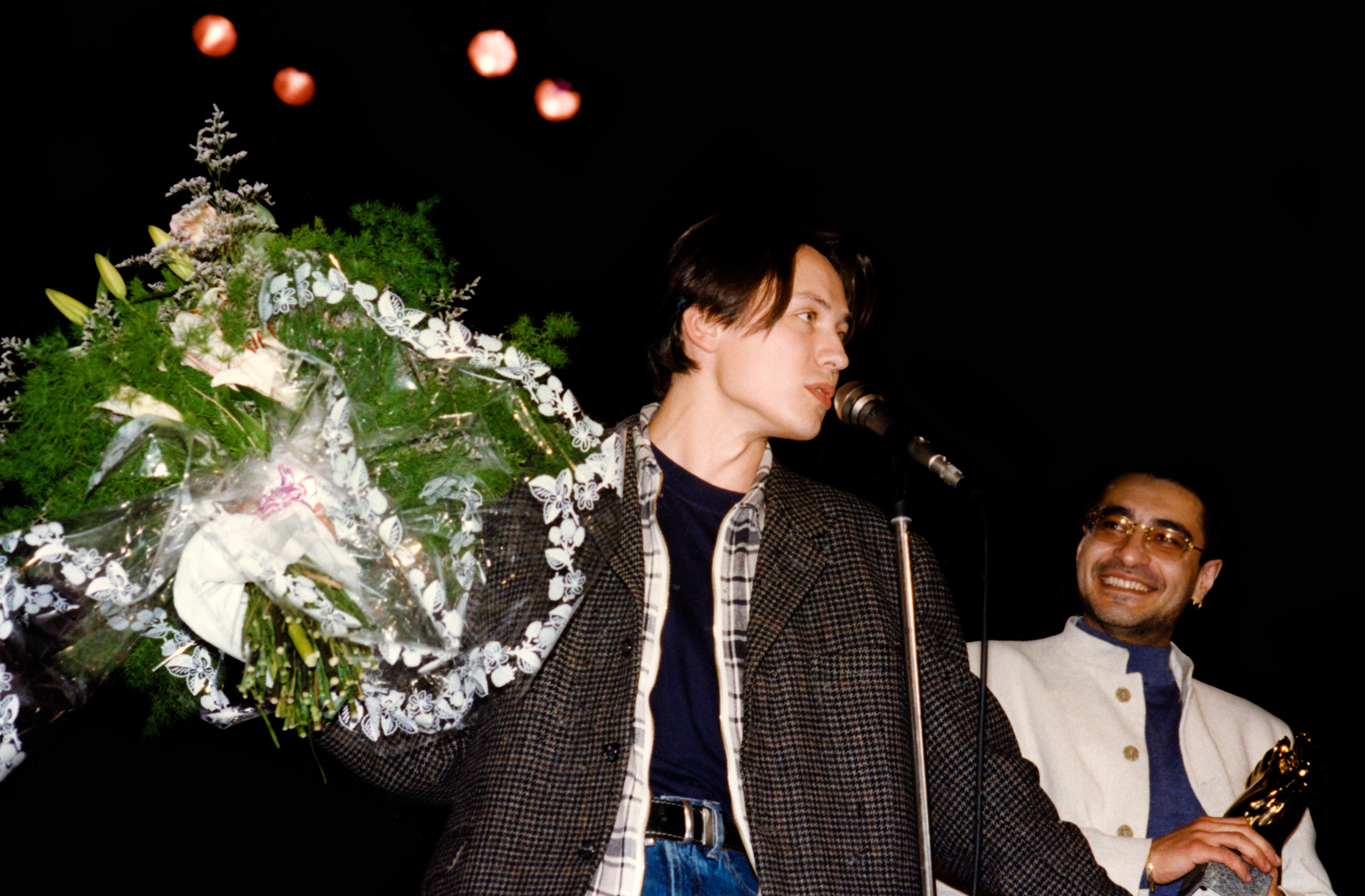
С Артуром Гаспаряном, 1997 г.

### Ранние годы
Родился 19 января 1974 года в Тирасполе. Отец — Станислав Семёнович Грончак ушёл из семьи, когда Владу не было двух лет. Его вырастили мать — Наталья Львовна Твердохлебова (род. 2 декабря 1951) и бабушка — Мария Тимофеевна Твердохлебова (род. 9 сентября 1922). Они обе были бухгалтерами. Его семья переехала в Крым, там прошло детство Владислава. Занимался в спортивной школе спортивной гимнастикой, лёгкой атлетикой (2 юниорский разряд: спринт и бег с барьерами), академической греблей (2 юниорский разряд), парашютным спортом (16 прыжков с парашютом), восточными единоборствами.
Окончил с отличием музыкальную школу по классу фортепиано. После восьми классов поступил в суворовское училище, проучился там около месяца и ушёл. Поступил в торгово-коммерческий колледж в Москве, специальность: товаровед и организатор торговли продовольственными товарами, участвовал в студенческом ансамбле как певец и бас-гитарист. После техникума поступил в Московский государственный университет коммерции, факультет управления торговыми предприятиями в сфере услуг, в 1998 году окончил университет.

### Карьера

#### 1990-е
В 1993 году, в возрасте 19 лет в клубе «Мастер» студент Владислав Твердохлебов с одногруппниками отмечал сдачу сессии, играл на рояле и пел, в это же время там присутствовал известный продюсер Юрий Айзеншпис с продюсируемой им группой «Янг Ганз», Айзеншпису понравилось, как Владислав поёт блатные песни и продюсер оставил ему свою визитку. Через неделю после знакомства была записана первая песня «Дороги, по которым мы идём», автором которой был поэт и композитор Владимир Матецкий. 31 августа 1993 года на фестивале «Солнечная Аджария» в Батуми впервые на широкой публике выступил певец Влад Сташевский. В книге Евгения Додолева «Влад Листьев. Пристрастный реквием» упомянуто, что Айзеншпису в продвижении нового проекта помогал уголовный авторитет Александр Макушенко, известный как «Саша Цыган».
В 1994 году вышел первый альбом «Любовь здесь больше не живёт». В Санкт-Петербурге на фестивале «Белые ночи» Сташевский занял второе место.
В 1995 году вышел второй альбом «Не верь мне, милая».
В 1996 году вышел альбом «Влад-21». В результате читательского референдума газеты «Московский комсомолец» Влад был назван лучшим певцом года и получил премию «Овация» в номинации «Шлягер-1996» за песню «Позови меня в ночи». Этот клип был показан на ведущих каналах телевидения более 500 раз. Тогда же Сташевский был признан самым пиратируемым артистом. В этом году Юрий Айзеншпис вводит в коллектив бэк-вокалисткой будущую солистку группы «Лицей» Светлану Беляеву.
В 1997 году вышли альбом «Глаза чайного цвета» и сборник клипов с одноимённым названием.
В 1998 году записан пятый альбом Влада Сташевского «Вечерочки-вечерки», было снято три клипа на песни «Фонари», «Я к тебе иду» и «Вот бы встретиться». Сташевский получил премии «Золотой граммофон» и «100-пудовый хит».
В 1999 году Сташевский расстался с продюсером Юрием Айзеншписом и приступил к записи своего шестого альбома «Лабиринты».

#### 2000-е
В 2000 году состоялась презентация диска «Лабиринты», в котором Сташевский попробовал себя в качестве серьёзного лирика, а в нескольких песнях выступил в роли композитора. Но альбом провалился. Публика не приняла Сташевского-философа.
В 2004 году дебютировал как актёр в спектакле «Любовь без правил», его партнёрами были известные актёры: Спартак Мишулин, Сергей Рубеко, Юрий Кузьменков, Анна Большова, Елена Кондулайнен и др. Целый год Влад Сташевский и актёры гастролировали с этим спектаклем.
Принимал участие в реалити-шоу «Последний герой».

#### 2010-е
Занимался бизнесом: работал в фирме «ООО Волна-М», которая занималась обработкой металлических отходов и металлолома, удалением и обработкой сточных вод и твёрдых отходов. Учредителем организации являлся его родственник — Александр Львович Твердохлебов. Влад Сташевский имел 5 % от общего дохода этой фирмы. В 2017 году фирма была ликвидирована.
Выступает по стране со своими песнями, но чаще на частных мероприятиях и корпоративах.
В 2016 году снялся в фильме «Бабоньки», где сыграл сам себя.

#### 2020-е
В 2020 году — участник шоу «Суперстар! Возвращение» на канале НТВ. В финале представил свою первую после длительного перерыва в творчестве песню «Не бывает разлюбил», которую сам и написал. По итогам набрал 53 балла.
19 декабря 2021 года в эфире 2-го сезона шоу «Суперстар! Возвращение» представил свою новую песню «Я стану космосом» выступив с ней в качестве приглашенного гостя. Официальный релиз сингла состоялся 26 декабря на всех цифровых площадках.
В апреле 2023 года выступил в качестве гостя 4-го сезона шоу «Маска» в образе Морского царя. Никто из членов жюри его не угадал.
Осенью 2024 года принимал участие в третьем сезоне шоу «Аватар» на НТВ в образе Перуна. В выпуске шоу от 15 декабря 2024 года личность Перуна была разоблачена.

### Личная жизнь
- Первая жена (1997—2002) — Ольга (род. 1975)[8], дочь Владимира Алёшина — миллионера, генерального директора Олимпийского комплекса «Лужники» (с 1982 по 2011) .
  - Сын — Даниил Сташевский (род. 7 апреля 1998)[8]
- Вторая жена (с 2006[3]) — Ирина Мигуля (род. 1984) — психолог по образованию[3].
  - Сын — Тимофей Сташевский (род. 8 марта 2008)[9][10][11][12][13][14]

## Работы

### Дискография
- 1994 — «Любовь здесь больше не живёт»
- 1995 — «Не верь мне, милая»
- 1996 — «21»
- 1997 — «Глаза чайного цвета»
- 1998 — «Вечерочки-вечерки»
- 2000 — «Лабиринты»
- 2002 — «The Best» Ремиксы лучших песен (DJ Groove)
- 2002 — «Звездные имена»
- 2002 — «Лучшие песни»
- 2003 — «С вами рядом…» The Best (1-я и 2-я часть)
- 2014 — «Андрей Губин, Влад Сташевский — Golden Hits»
- 2019 — «The best songs»

### Песни
- Любовь здесь больше не живёт (музыка А. Укупника, слова К. Крастошевского)
- Не верь мне, милая (музыка А. Савченко, слова В. Баранова)
- Я не буду тебя больше ждать (музыка А. Укупника, слова Ю. Кадышевой)
- Позови меня в ночи (музыка В. Матецкого, слова И. Резника)
- Я не могу тебя простить
- Берег (музыка В. Матецкого, слова А. Шаганова)
- Глаза чайного цвета (музыка В. Матецкого, слова К. Кавалеряна)
- Свадебное платье
- Вечерочки-вечерки
- Фонари
- Сеньорита Наташка
- Вот бы встретиться
- Колдунья
- Я тебя нагадал
- Знать не хочу
- Не бывает Разлюбил
- Я стану космосом

### Фильмография
- 2000 — «Салон красоты»
- 2007—2013 — «Папины дочки»
- 2015 — «Бабоньки»

## Награды
Имеет в коллекции 2 премии «Золотой граммофон» в 1997 — «Глаза чайного цвета», 1998 — «Вот бы встретиться».
Песня года
- 1994 — Любовь здесь больше не живёт (Отбор)
- 1995 — Не верь мне, милая (Отбор), Я не буду тебя больше ждать (Финал)
- 1996 — Позови меня в ночи (Отбор и Финал)
- 1997
  - Глаза чайного цвета (Отбор)
  - Берег (Финал)
- 1998 — Вечерочки-вечерки (Отбор и Финал)
- 2000 — Колдунья (Отбор), Я не буду тебя больше ждать (Финал)
- 2001 — Я тебя нагадал (Отбор)